# 第9施設群
第9施設群（だいきゅうしせつぐん、英:JGSDF 9th Engineer Group(Construction)）は、陸上自衛隊小郡駐屯地（福岡県小郡市）に群本部が駐屯する第5施設団隷下の施設科部隊である。

## 概要
群長は1等陸佐（二）が充てられ、3個施設中隊を基幹とし上級部隊である第5施設団と同じ小郡駐屯地に主力が置かれ、隷下の1個施設中隊が都城駐屯地に駐屯する。
さまざまな災害派遣や国際貢献活動で活躍している。

## 沿革
施設教育隊
- 1952年（昭和27年）
  - 10月：施設教育隊が鹿屋駐屯地に新編。
  - 11月22日：施設教育隊が第535施設大隊に称号変更。

独立第535施設大隊
- 1953年（昭和28年）12月10日：小郡駐屯地開設により、独立第535施設大隊が鹿屋駐屯地から小郡駐屯地に移駐。

第106施設大隊
- 1954年（昭和29年）
  - 7月1日：陸上自衛隊発足により、独立第535施設大隊が第106施設大隊に称号変更。
  - 9月25日：第106施設大隊が第2施設群に編合。
- 1961年（昭和36年）8月17日：第2施設群が第5施設団に編合。

第9施設群
- 1973年（昭和48年）8月1日：第106施設大隊（小郡駐屯地）を廃止・改編、第5施設団直轄の第305ダンプ車両中隊および第305地区施設隊（都城駐屯地）を編合し、第9施設群を小郡駐屯地に新編。

※編成（群本部・本部中隊、第323施設中隊～第325施設中隊、第303施設器材中隊、第305ダンプ車両中隊、第305地区施設隊（都城駐屯地））
- 1981年（昭和56年）3月25日：第305ダンプ車両中隊（小郡駐屯地）を直轄部隊として第5施設団に編合。
- 1989年（平成元年）3月24日：部隊新編。

1. 群本部中隊（小郡駐屯地）を廃止・改編し、本部管理中隊を小郡駐屯地に新編。
2. 第305地区施設隊（都城駐屯地）を廃止・改編し、第345施設中隊を都城駐屯地に新編。

- 1991年（平成03年）3月29日：第303施設器材中隊（小郡駐屯地）を廃止[1]。
- 2003年（平成15年）3月27日：後方支援体制移行に伴い、本部管理中隊整備小隊を廃止し、整備部門を西部方面後方支援隊第103施設直接支援大隊第2直接支援中隊に移管。
- 2005年（平成17年）3月28日：機能別中隊に改編[2]。

1. 第323施設中隊～第325施設中隊（小郡駐屯地）を廃止・改編し、第373施設中隊「築城」、第374施設中隊「障害」、第375施設中隊「機動支援」を小郡駐屯地に新編。
2. 第345施設中隊（都城駐屯地）を廃止・改編し、第376施設中隊「交通」を都城駐屯地に新編。

- 2008年（平成20年）3月26日：第4施設群隷下の第303水際障害中隊が宇都宮駐屯地から移駐し、第9施設群に編合。
- 2011年（平成23年）8月7日：第5次ハイチ派遣国際救援隊が出国。
- 2012年（平成24年）2月29日：第5次ハイチ派遣国際救援隊が帰国。
- 2013年（平成25年）3月26日：部隊改編。

1. 第373施設中隊「築城」、第374施設中隊「障害」（小郡駐屯地）を廃止・改編し、第391施設中隊「築城・障害」を小郡駐屯地に新編[3]。
2. 第303水際障害中隊（小郡駐屯地）を直轄部隊として第5施設団に編合。

## 部隊編成・駐屯地
編成
- 第9施設群本部
- 本部管理中隊「9施群-本」
- 第375施設中隊「375施」（機動支援）
- 第376施設中隊「376施」（交通）
- 第391施設中隊「391施」（築城・障害）

駐屯地
- 小郡駐屯地（福岡県小郡市）
  - 群本部および本部管理中隊
  - 第375施設中隊
  - 第391施設中隊
- 都城駐屯地（宮崎県都城市）
  - 第376施設中隊

## 整備支援部隊
- 西部方面後方支援隊第103施設直接支援大隊第2直接支援中隊「103施直支-2」（小郡駐屯地）：2003年（平成15年）3月27日から

## 主要幹部
| 官職名      | 階級    | 氏名   | 補職発令日     | 前職                                   |
| ----------- | ------- | ------ | -------------- | -------------------------------------- |
| 第9施設群長 | 1等陸佐 | 松本宏 | 2025年08月01日 | 陸上幕僚監部防衛部衛施設課環境保全班長 |

| 代 | 氏名       | 在職期間                        | 前職                                        | 後職                                      |
| -- | ---------- | ------------------------------- | ------------------------------------------- | ----------------------------------------- |
| 01 | 正田弘     | 1973年08月01日 - 1975年07月15日 | 第5施設団本部付                             | 東部方面総監部総務課勤務                  |
| 02 | 高瀬健治   | 1975年07月16日 - 1978年03月15日 | 第1施設団本部高級幕僚                       | 陸上自衛隊施設学校付                      |
| 03 | 犬飼操     | 1978年03月16日 - 1980年03月16日 | 防衛大学校教授                              | 陸上自衛隊施設補給処企画室長              |
| 04 | 内藤勝義   | 1980年03月17日 - 1982年08月01日 | 陸上自衛隊施設補給処保管部長                | 陸上自衛隊施設補給処技術部長              |
| 05 | 岡村充矩   | 1982年08月02日 - 1984年07月31日 | 陸上自衛隊調査学校学校教官                  | 陸上自衛隊施設学校研究員                  |
| 06 | 上橋元治   | 1984年08月01日 - 1986年07月31日 | 陸上幕僚監部人事部人事計画課勤務            | 第1師団司令部監察官                       |
| 07 | 杉浦寛次郎 | 1986年08月01日 - 1988年07月31日 | 中部方面総監部装備部施設課長                | 陸上自衛隊九州地区補給処 健軍支処長       |
| 08 | 園部宏明   | 1988年08月01日 - 1990年07月31日 | 防衛庁防衛局調査第1課勤務                   | 陸上幕僚監部調査部調査第2課長             |
| 09 | 猪狩榮勇   | 1990年08月01日 - 1992年08月02日 | 陸上自衛隊施設学校研究員                    | 第3教育団副団長                           |
| 10 | 中野遵     | 1992年08月03日 - 1995年03月31日 | 陸上幕僚監部装備部施設課 器材班長           | 陸上自衛隊施設学校教育部長                |
| 11 | 藤井敬文   | 1995年04月01日 - 1999年11月30日 | 東北方面総監部装備部施設課長                | 第4師団司令部付                           |
| 12 | 池野正男   | 1999年12月01日 - 2002年03月29日 | 東部方面総監部装備部施設課長                | 第1施設団副団長                           |
| 13 | 小森宏     | 2002年03月30日 - 2004年08月29日 | 陸上幕僚監部装備部施設課 建設班長           | 自衛隊旭川地方連絡部長                    |
| 14 | 赤松雅文   | 2004年08月30日 - 2005年07月27日 | 陸上幕僚監部防衛部 情報通信・研究課研究班長 | 陸上幕僚監部人事部厚生課長                |
| 15 | 安田茂     | 2005年07月28日 - 2008年07月31日 | 陸上自衛隊補給統制本部施設部 補給計画課長   | 陸上自衛隊補給統制本部施設部長            |
| 16 | 小瀬幹雄   | 2008年08月01日 - 2011年04月18日 | 陸上幕僚監部人事部人事計画課 制度班長       | 陸上自衛隊研究本部主任研究開発官          |
| 17 | 橋本功一   | 2011年04月19日 - 2011年08月06日 | 中部方面総監部装備部施設課長                | ハイチ派遣国際救援隊付                    |
| 17 | 橋本功一   | 2012年03月01日 - 2012年12月03日 | ハイチ派遣国際救援隊付                      | 練馬駐屯地業務隊長                        |
| 18 | 角謙二     | 2012年12月04日 - 2014年12月18日 | 陸上幕僚監部衛生部企画室勤務                | 陸上自衛隊研究本部主任研究開発官          |
| 19 | 大西昌弘   | 2014年12月19日 - 2016年12月19日 | 陸上自衛隊研究本部研究員                    | 陸上自衛隊研究本部主任研究開発官          |
| 20 | 山本真也   | 2016年12月20日 - 2018年11月30日 | 東部方面総監部装備部施設課長                | 第1施設団副団長                           |
| 21 | 野村和弘   | 2018年12月01日 - 2020年07月31日 | 陸上総隊司令部運用部防衛課長                | 陸上幕僚監部人事教育部 人事教育計画課勤務 |
| 22 | 建部広喜   | 2020年08月01日 - 2022年07月31日 | 陸上幕僚監部防衛部施設課建設班長            | 陸上自衛隊教育訓練研究本部勤務            |
| 23 | 持田将貴   | 2022年08月01日 - 2025年07月31日 | 陸上自衛隊教育訓練研究本部研究員            | 第12旅団司令部幕僚長                      |
| 24 | 松本宏     | 2025年08月01日 -                | 陸上幕僚監部防衛部衛施設課 環境保全班長     |                                           |

## 主要装備
- 3 1/2tトラック / 73式大型トラック
- 1 1/2tトラック / 73式中型トラック
- 1/2tトラック / 73式小型トラック
- 3トン半ダンプ
- 1トン半救急車
- 74式特大型トラック
- 特大型ダンプ
- 重レッカ
- 中型セミトレーラ
- 94式水際地雷敷設装置
- 92式地雷原処理車
- 道路障害作業車
- 83式地雷敷設装置
- 81式自走架柱橋
- 75式ドーザ
- 大型ドーザ
- 中型ドーザ
- グレーダ
- 掩体掘削機
- 資材運搬車
- バケットローダ
- トラッククレーン
- タイヤローラ
- 89式5.56mm小銃
- 5.56mm機関銃MINIMI
- 84mm無反動砲

## 警備隊区
福岡県筑後地方北部の2市2町1村
小郡市・朝倉市・三井郡大刀洗町・朝倉郡（筑前町・東峰村）

## 廃止（改編）部隊等
- 1981年（昭和56年）3月25日異動
  - 第305ダンプ車両中隊：第5施設団に直轄部隊として編合。
- 1989年（平成元年）3月24日廃止
  - 第9施設群本部中隊（小郡駐屯地）：本部管理中隊に改編。
  - 第305地区施設隊（都城駐屯地）：第345施設中隊に改編。

- 1991年（平成03年）3月29日廃止
  - 第303施設器材中隊（小郡駐屯地）：
- 2003年（平成15年）3月27日廃止
  - 本部管理中隊整備小隊（小郡駐屯地）：
- 2005年（平成17年）3月28日廃止
  - 第323施設中隊（小郡駐屯地）：第373施設中隊「築城」、第374施設中隊「障害」、第375施設中隊「機動支援」に改編。
  - 第324施設中隊（小郡駐屯地）：第373施設中隊「築城」、第374施設中隊「障害」、第375施設中隊「機動支援」に改編。
  - 第325施設中隊（小郡駐屯地）：第373施設中隊「築城」、第374施設中隊「障害」、第375施設中隊「機動支援」に改編。
  - 第345施設中隊（都城駐屯地）：第376施設中隊「交通」に改編。

- 2013年（平成25年）3月26日廃止・異動
  - 第373施設中隊（小郡駐屯地）：第391施設中隊に改編。
  - 第374施設中隊（小郡駐屯地）：第391施設中隊に改編。
  - 第303水際障害中隊（小郡駐屯地）：第5施設団に直轄部隊として編合。